# Langenzersdorf

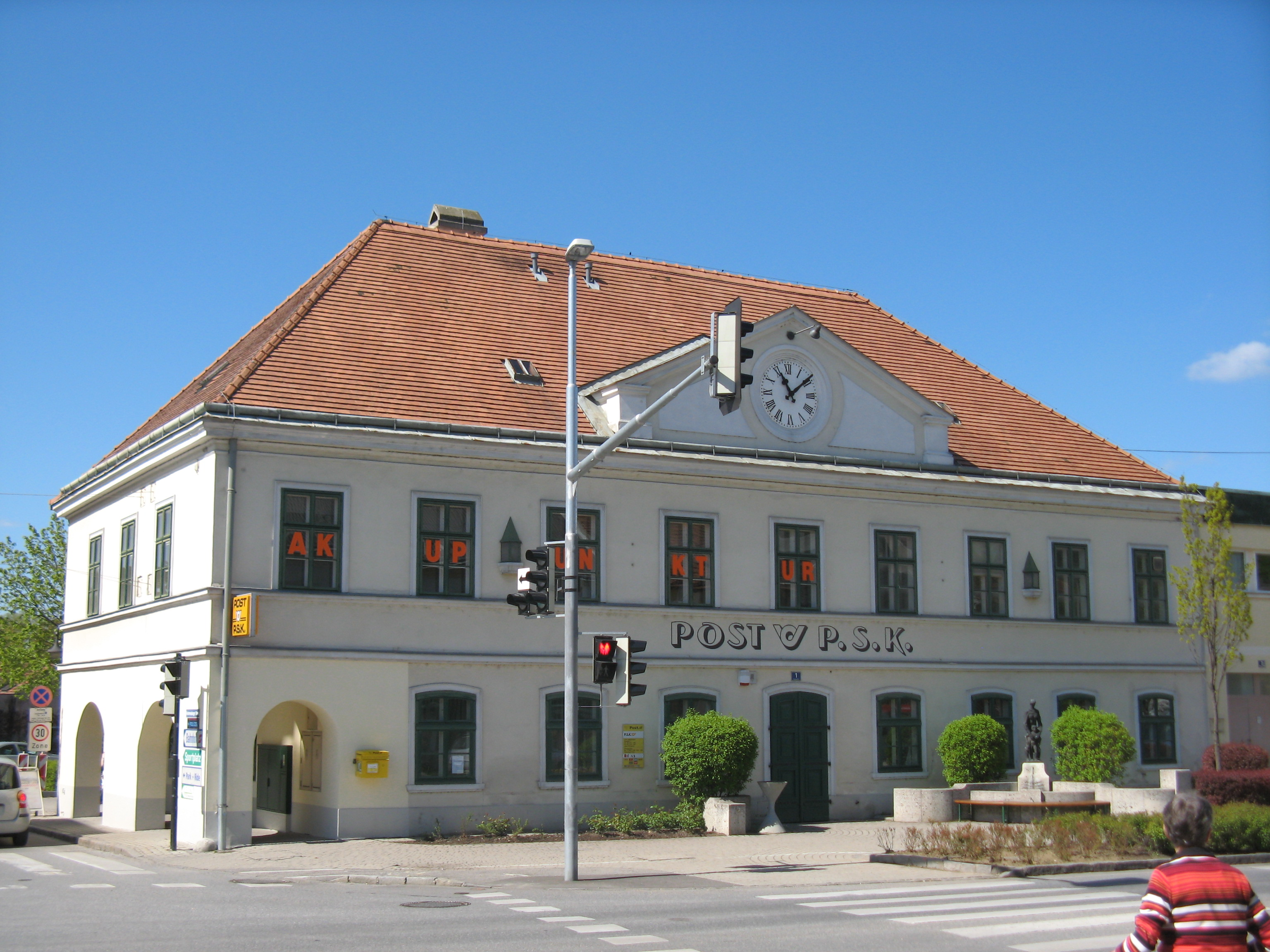
Ehemaliges Gemeindeamt, heute Post in Langenzersdorf

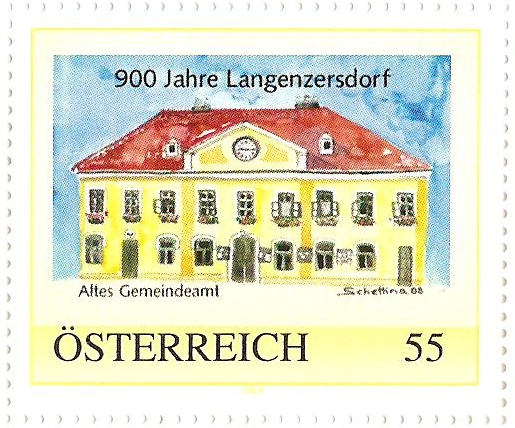
Marke zur 900-Jahr-Feier 2008

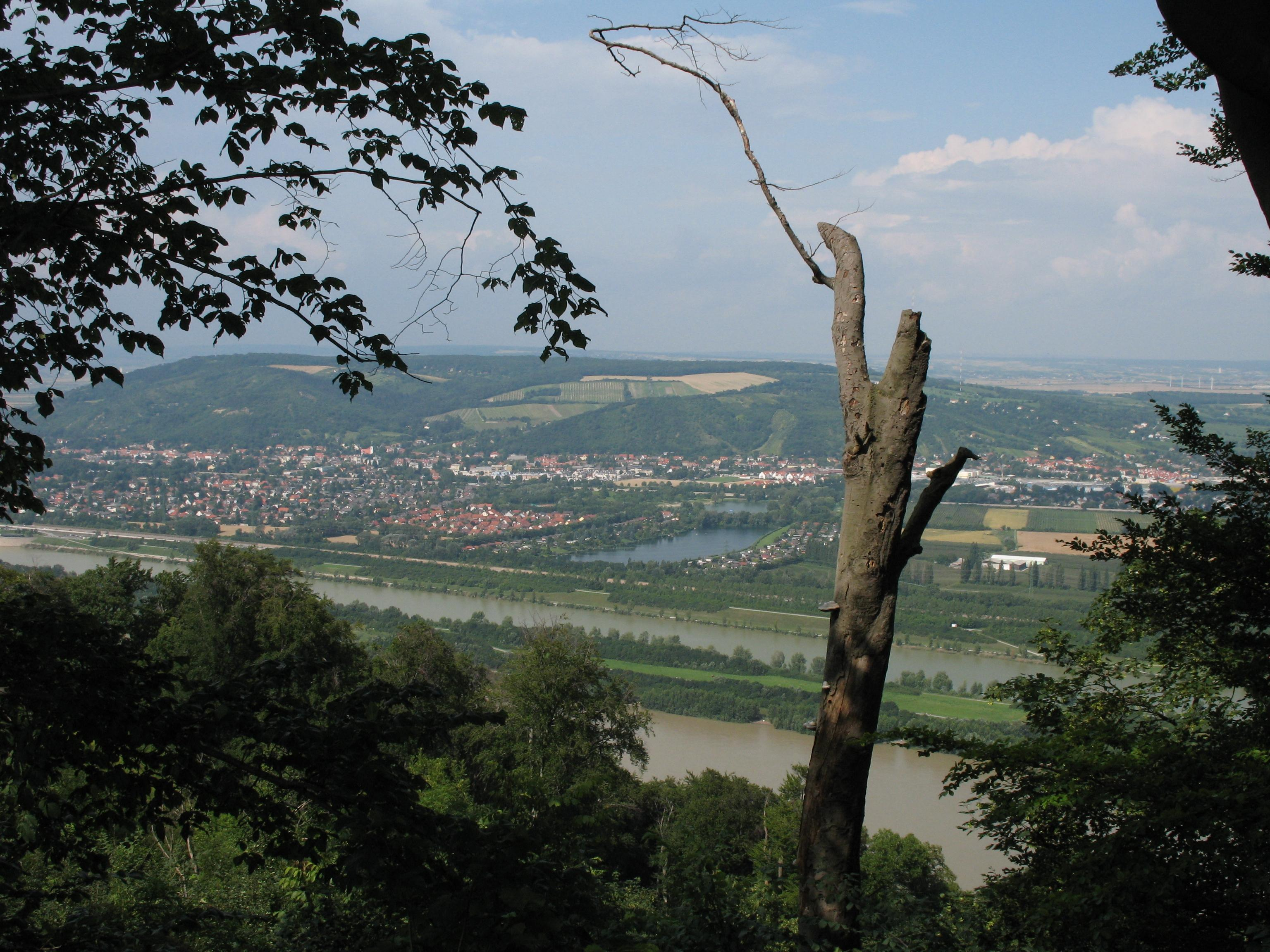
Erholungsgebiet Seeschlacht (Blick vom Leopoldsberg)

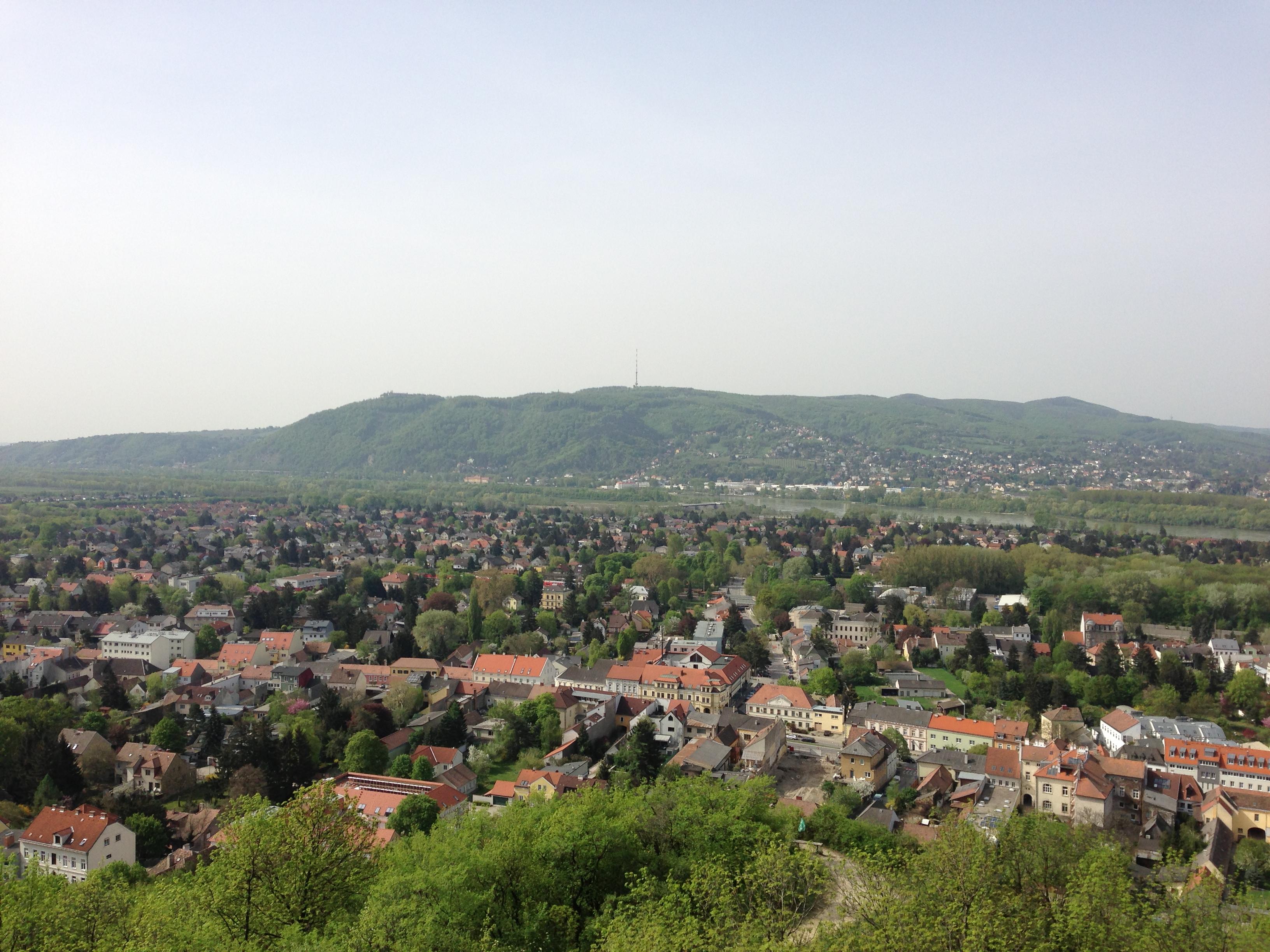
Langenzersdorfer Ortszentrum mit Donau und Kahlenberg im Hintergrund (Blick vom Bisamberg)

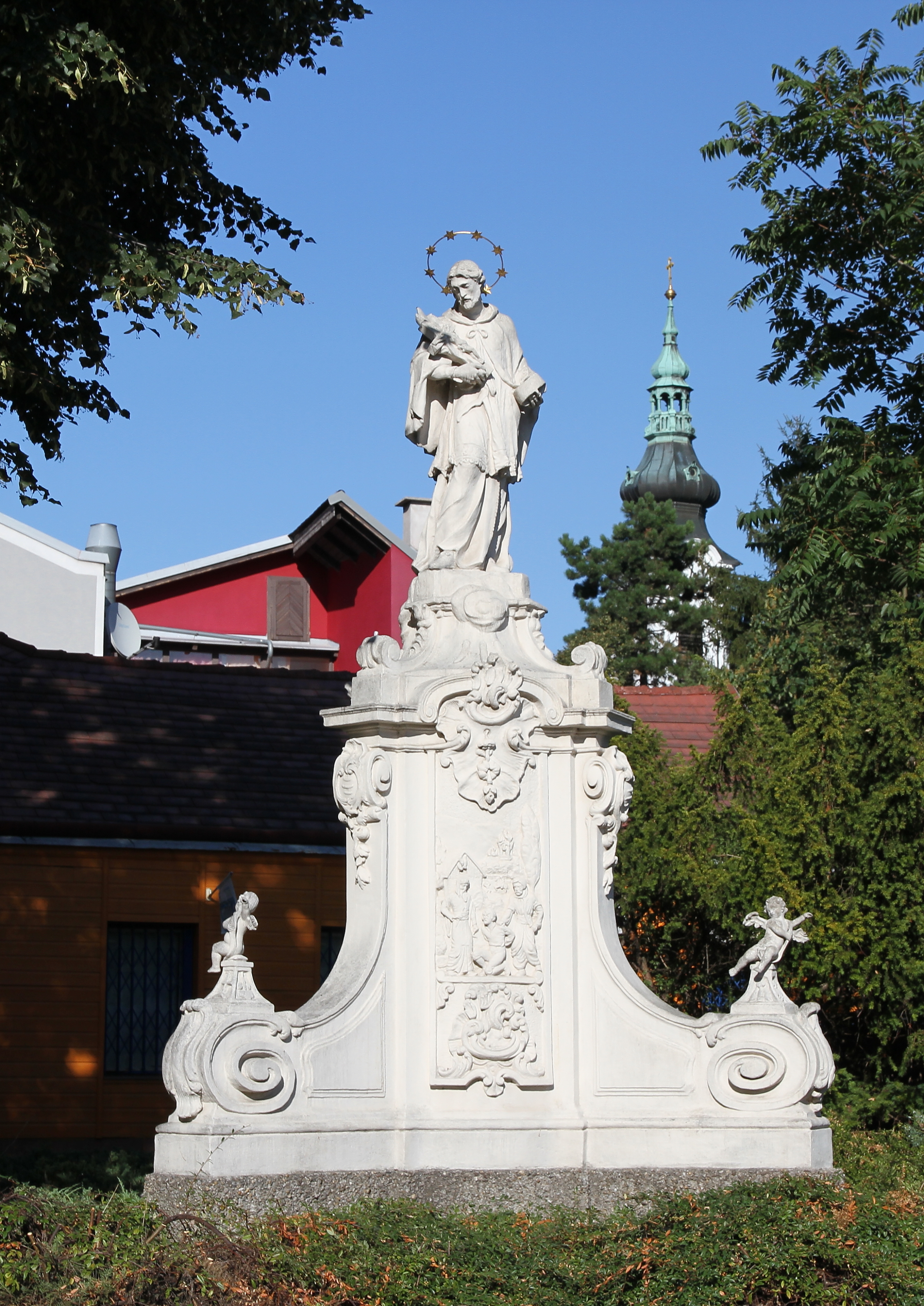
Johannes-Nepomuk-Statue an der Wiener Straße

Langenzersdorf [laŋˈɛnt͡sɐsdɔʀf] ist eine Marktgemeinde im Bezirk Korneuburg in Niederösterreich mit 8194 Einwohnern (Stand 1. Jänner 2025).

## Geografie
Langenzersdorf liegt im Weinviertel in Niederösterreich. Der Ort erstreckt sich am nördlichen Donauufer im Bereich der Wiener Pforte und liegt somit genau zwischen Donau und Bisamberg. Die Fläche der Marktgemeinde umfasst 10,68 Quadratkilometer. 14,66 Prozent der Fläche sind bewaldet.
Das nördliche Ende der künstlich angelegten Wiener Donauinsel befindet sich in der Nähe von Langenzersdorf. Die Insel wird durch das Einlaufbauwerk Langenzersdorf von der Donau abgetrennt und stellt einen wesentlichen Bestandteil des Wiener Hochwasserschutzes dar. Die Schleuse wurde 1975 im Zuge der Wiener Donauregulierung errichtet.

### Gemeindegliederung
Es existieren keine weiteren Katastralgemeinden außer Langenzersdorf. Die Ortschaft Langenzersdorf verfügt über die Ortsteile An den Mühlen, Dirnelwiese, Seeschlacht, Tuttendörfl und Tuttenhof sowie über ein Industriezentrum und ein Kraftwerk.

### Nachbargemeinden
| Korneuburg                           | Bisamberg                                                      |                                        |
| (jenseits der Donau): Klosterneuburg | Kompassrose, die auf Nachbargemeinden zeigt                    | Wien-Floridsdorf (Stammersdorf)        |
|                                      | (jenseits der Donau): Wien-Döbling (Kahlenbergerdorf, Nußdorf) | Wien-Floridsdorf (Strebersdorf (Wien)) |

## Geschichte
Funde im Ortsgebiet belegen eine mittelneolithische (Lengyel-Kultur), mittelbronzezeitliche, urnenfelder- und hallstattzeitliche Besiedlung. Die 1955–1956 im Ortsteil „Burleiten“ gefundene Venus von Langenzersdorf ist ein Zeugnis aus dieser Kulturepoche.
Langenzersdorf wurde 1108 erstmals urkundlich erwähnt. Das auf der anderen Donauseite gelegene Stift Klosterneuburg war seit dem 12. Jahrhundert der größte Grundbesitzer und hatte die Herrschaft inne. Der 1680 Langen-Enzersdorf genannte Ort war seit der Mitte des 17. Jahrhunderts Poststation. Mitte des 19. Jahrhunderts wurden eine Schiffsstation und eine Bahnstation der Nordwestbahngesellschaft errichtet, die dem Ort einen wirtschaftlichen Aufschwung brachten. Ab dem Ende des 19. Jahrhunderts entstanden zunehmend Villen und Gartenhäuser.
Der Name „Seeschlacht“ eines Ortsteils ist auf die „eingeschlachteten“ (eingeschlichteten, eingeschlagenen) Befestigungen des ehemaligen Donauufers an der Außenseite einer Flussbiegung (Flussbau mit Pflöcken und Weiden) zurückzuführen. Das gleichnamige Gewässer stammt aus der Zeit der Donauregulierung im 19. Jahrhundert und entstand aus einer Schottergrube.
Zum 15. Oktober 1938 wurde Langenzersdorf Teil des 21. Gemeindebezirks von Groß-Wien.
Im Tuttenhof wurde 1943 das Kaiser-Wilhelm-Institut für Kulturpflanzenforschung gegründet, dessen Leiter Hans Stubbe wurde. Im darauffolgenden Jahr erhielt dieses großzügige Unterstützung durch die Deutsche Forschungsgemeinschaft; die Forschungen geschehen im Rahmen des Generalplans Ost. Nach dem Zweiten Weltkrieg wurde das Institut nach Mitteldeutschland verlagert, wo es von 1945 bis 1991 als Zentralinstitut für Genetik und Kulturpflanzenforschung der Akademie der Wissenschaften der DDR bestand, als dessen Nachfolgeeinrichtung 1992 das Leibniz-Institut für Pflanzengenetik und Kulturpflanzenforschung gegründet wurde.
Nach dem Zweiten Weltkrieg gehörte Langenzersdorf zur sowjetischen Besatzungszone Niederösterreichs, war jedoch staatsrechtlich bis 1954 Teil von Groß-Wien mit legislativen Beschränkungen. Erst 1954 wurde Langenzersdorf als selbständige Gemeinde wieder Teil des Bezirkes Korneuburg. 1960 wurde Langenzersdorf zur Marktgemeinde erhoben.
Seit 2006 ist Langenzersdorf Teil der Kleinregion 10 vor Wien.

## Bevölkerungsentwicklung
| Langenzersdorf: Einwohnerzahlen von 1869 bis 2025   | Langenzersdorf: Einwohnerzahlen von 1869 bis 2025 | Langenzersdorf: Einwohnerzahlen von 1869 bis 2025 | Langenzersdorf: Einwohnerzahlen von 1869 bis 2025 | Langenzersdorf: Einwohnerzahlen von 1869 bis 2025 |
| --------------------------------------------------- | ------------------------------------------------- | ------------------------------------------------- | ------------------------------------------------- | ------------------------------------------------- |
| Jahr                                                |                                                   |                                                   |                                                   | Einwohner                                         |
| 1869                                                | 1869                                              |                                                   | 1.513                                             | 1.513                                             |
| 1880                                                | 1880                                              |                                                   | 1.835                                             | 1.835                                             |
| 1890                                                | 1890                                              |                                                   | 1.934                                             | 1.934                                             |
| 1900                                                | 1900                                              |                                                   | 2.549                                             | 2.549                                             |
| 1910                                                | 1910                                              |                                                   | 3.521                                             | 3.521                                             |
| 1923                                                | 1923                                              |                                                   | 3.897                                             | 3.897                                             |
| 1934                                                | 1934                                              |                                                   | 4.467                                             | 4.467                                             |
| 1939                                                | 1939                                              |                                                   | 4.302                                             | 4.302                                             |
| 1951                                                | 1951                                              |                                                   | 4.713                                             | 4.713                                             |
| 1961                                                | 1961                                              |                                                   | 4.495                                             | 4.495                                             |
| 1971                                                | 1971                                              |                                                   | 5.327                                             | 5.327                                             |
| 1981                                                | 1981                                              |                                                   | 5.388                                             | 5.388                                             |
| 1991                                                | 1991                                              |                                                   | 6.139                                             | 6.139                                             |
| 2001                                                | 2001                                              |                                                   | 7.261                                             | 7.261                                             |
| 2011                                                | 2011                                              |                                                   | 7.961                                             | 7.961                                             |
| 2021                                                | 2021                                              |                                                   | 8.018                                             | 8.018                                             |
| 2025                                                | 2025                                              |                                                   | 8.194                                             | 8.194                                             |
| Quelle(n): Statistik Austria, Gebietsstand 1.1.2021 |                                                   |                                                   |                                                   |                                                   |

## Politik
Der Gemeinderat hat 33 Mitglieder.
- Mit den Gemeinderatswahlen in Niederösterreich 1990 hatte der Gemeinderat folgende Verteilung: 17 ÖVP, 7 SPÖ, 3 Grüne und 2 FPÖ. (29 Mitglieder)
- Mit den Gemeinderatswahlen in Niederösterreich 1995 hatte der Gemeinderat folgende Verteilung: 15 ÖVP, 9 SPÖ, 2 Grüne, 2 FPÖ und 1 LIF.[3]
- Mit den Gemeinderatswahlen in Niederösterreich 2000 hatte der Gemeinderat folgende Verteilung: 15 ÖVP, 8 SPÖ, 3 Grüne und 3 FPÖ.[4] (29 Mitglieder)
- Mit den Gemeinderatswahlen in Niederösterreich 2005 hatte der Gemeinderat folgende Verteilung: 20 ÖVP, 8 SPÖ, 4 Grüne und 1 FPÖ.[5]
- Mit den Gemeinderatswahlen in Niederösterreich 2010 hatte der Gemeinderat folgende Verteilung: 20 ÖVP, 6 SPÖ, 5 Grüne und 2 FPÖ.[6]
- Mit den Gemeinderatswahlen in Niederösterreich 2015 hatte der Gemeinderat folgende Verteilung: 21 ÖVP, 6 Grüne, 4 SPÖ und 2 FPÖ.[7]
- Mit den Gemeinderatswahlen in Niederösterreich 2020 hat der Gemeinderat folgende Verteilung: 19 ÖVP, 7 Grüne, 3 SPÖ, 3 NEOS und 1 FPÖ.[8]
- Mit den Gemeinderatswahlen in Niederösterreich 2025 hat der Gemeinderat folgende Verteilung: 13 ÖVP, 8 FÜR.LE (Bürgerliste Langenzersdorf Team Peter König), 5 Grüne, 3 SPÖ, 2 NEOS und 2 FPÖ.[9]

Bürgermeister
- Seit 2004 Andreas Arbesser (ÖVP)

## Wappen
Das 1959 verliehene Wappen zeigt „In Rot auf grünem Dreiberg einen silbernen Greif“.
Der Greif nimmt Bezug auf die Grafen von Formbach und der grüne Dreiberg versinnbildlicht die Lage am Bisamberg.

## Kultur und Sehenswürdigkeiten

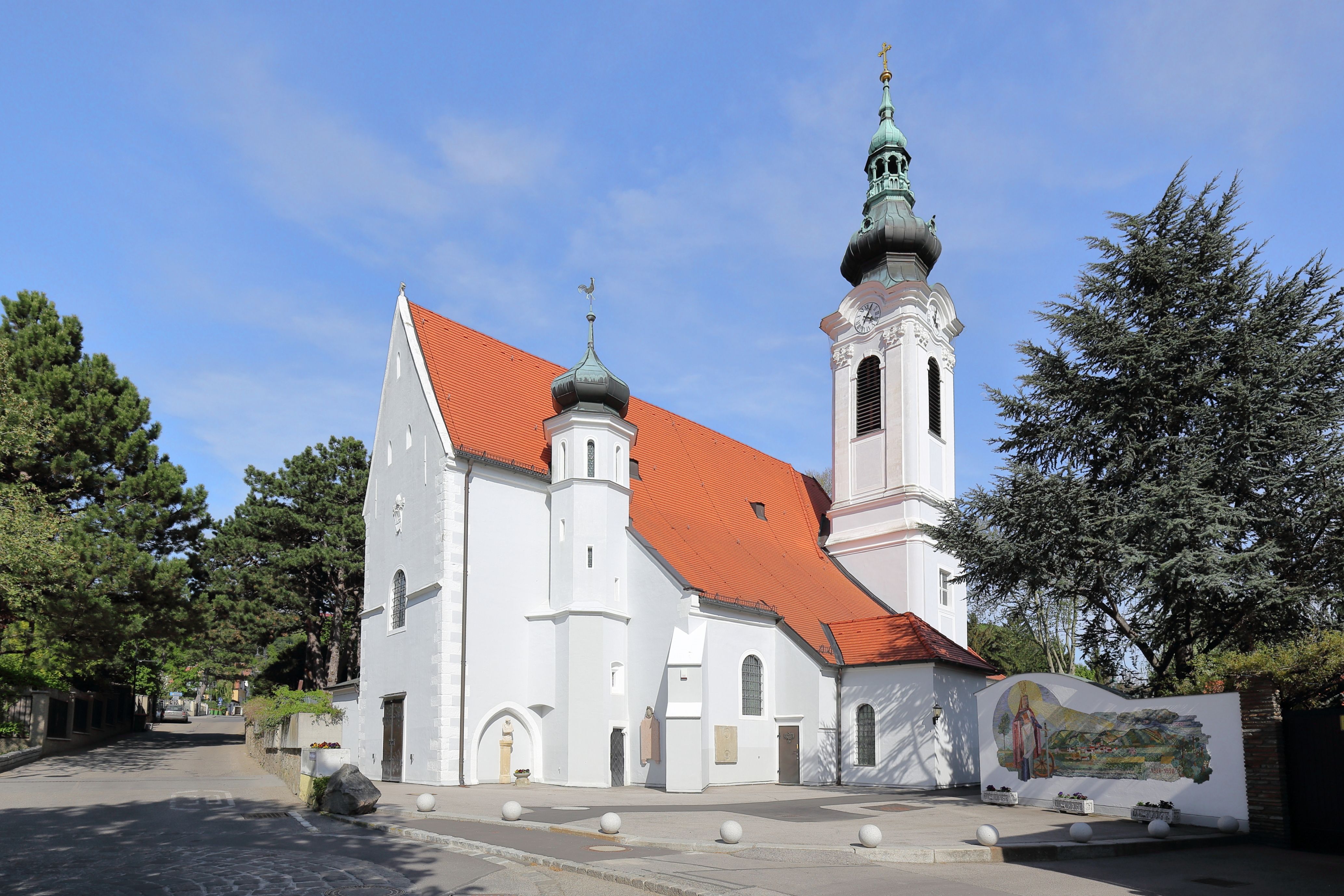
Pfarrkirche Langenzersdorf

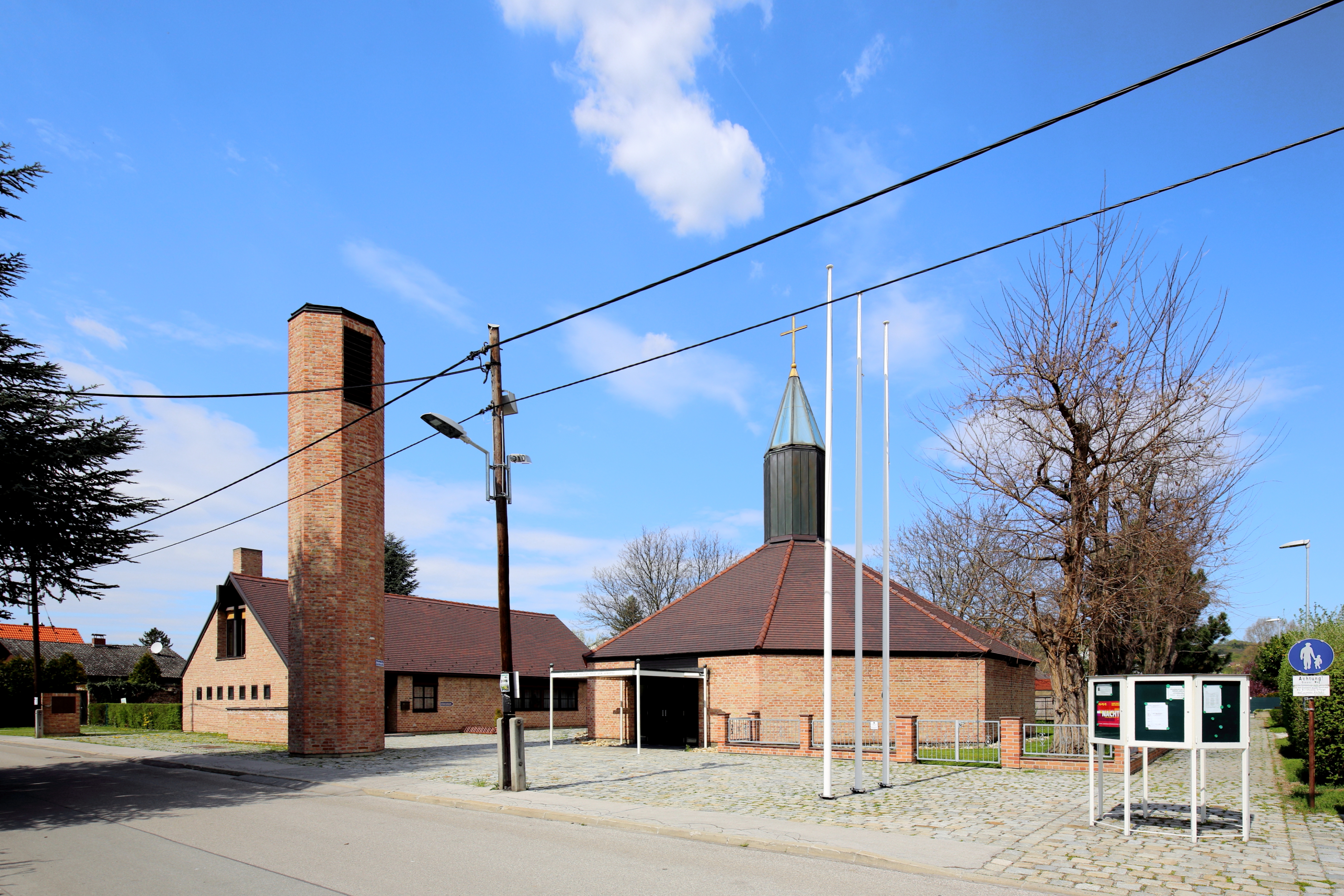
Expositurkirche Langenzersdorf-Dirnelwiese

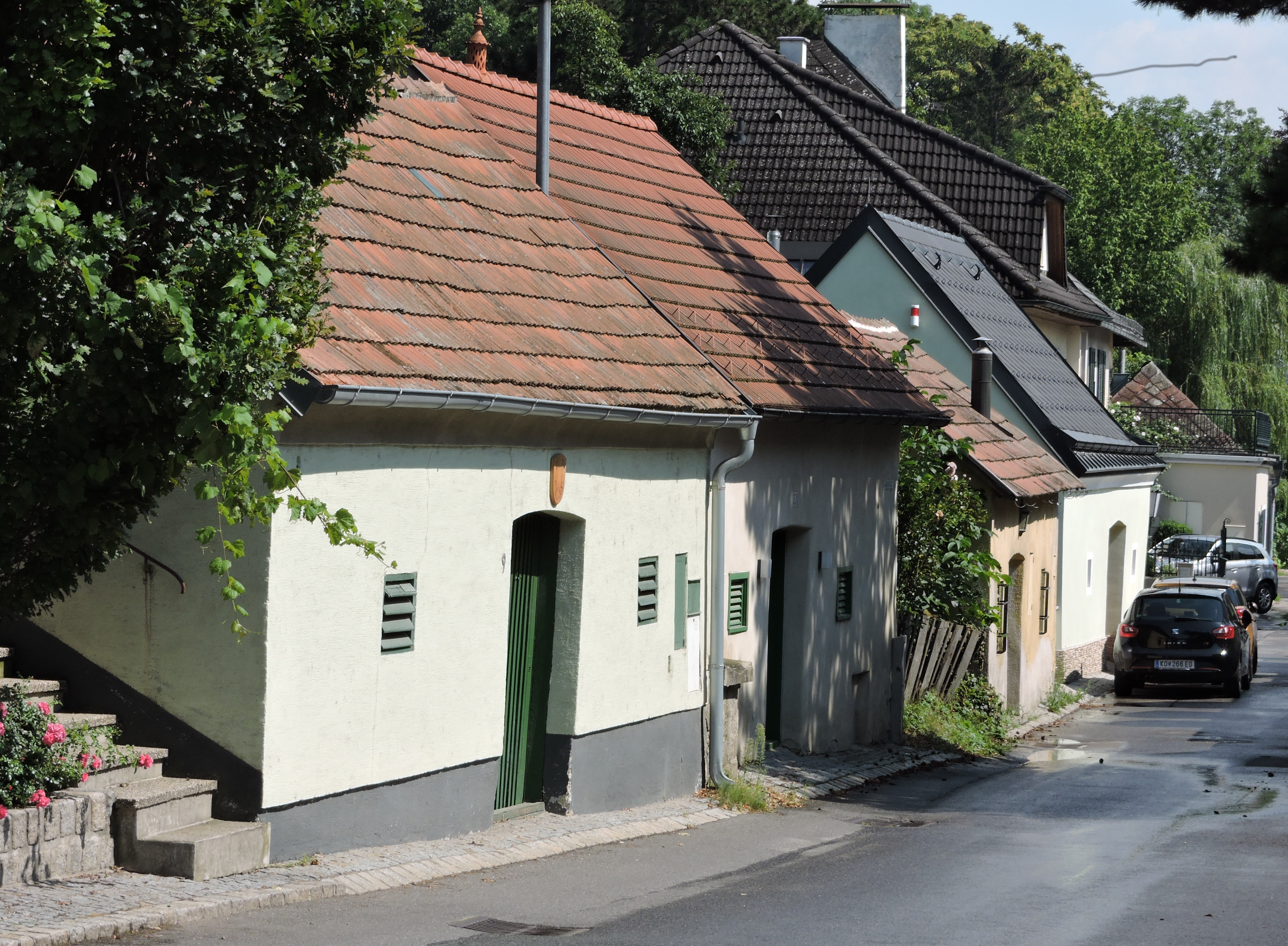
Kellergasse Langenzersdorf

- Pfarrkirche St. Katharina Langenzersdorf, frühgotisch, später barockisiert
- Katholische Expositurkirche Langenzersdorf-Dirnelwiese hl. Josef der Arbeiter, von Architekt Roland Rainer
- Evangelisches Holzkirchlein Langenzersdorf
- Langenzersdorf Museum, vormals Hanak Museum, mit den Schwerpunkten Anton Hanak, Siegfried Charoux, Max-Brand-Tonstudio, Urgeschichte, Ortskunde
- Kellergasse
- Statue des Hl. Johannes Nepomuk, 1766 geschaffen von Stefan Gabriel Steinböck, Volutensockel mit Szenen aus der Ortsgeschichte
- Aukapelle, 1. Hälfte 19. Jahrhundert

## Wirtschaft
Durch seine Lage am Stadtrand von Wien ist Langenzersdorf ein beliebter Wirtschaftsstandort. Das Industriezentrum Langenzersdorf-Süd befindet sich unmittelbar an der Landesgrenze zu Wien.
Klassische Gewerbe in Langenzersdorf sind der Weinbau und der Obstbau sowie die Landwirtschaft mit Sonderkulturen.
Nichtlandwirtschaftliche Arbeitsstätten gab es im Jahr 2001 393, land- und forstwirtschaftliche Betriebe nach der Erhebung 1999 25. Die Zahl der Erwerbstätigen am Wohnort betrug nach der Volkszählung 2001 3.342. Die Erwerbsquote lag 2001 bei 48,2 Prozent.

## Freizeit und Sport
- Erholungsgebiet Seeschlacht
- Weitwanderwege Weinviertelweg, Ostösterreichischer Grenzlandweg sowie weitere lokale Wanderwege
- Golfclub Tuttendörfl
- Kiwanis Langenzersdorf
- Nightrun Langenzersdorf (Laufveranstaltung)
- Sportunion
- SV Langenzersdorf
- Taekwon-Do Club Guk-Gi
- Turnverein Langenzersdorf (ÖTB)
- Daytona Raceways Go-Kart-Bahn

## Regelmäßige Veranstaltungen
- Jährlicher Faschingsumzug am letzten Samstag im Fasching
- KJ-Ball am Faschingssamstag im Festsaal
- Sitzung der euLEn Fasching
- Adventmarkt vor der Pfarrkirche St. Katharina am ersten Adventwochenende
- Punschwoche (Verein Langenzersdorfer helfen Langenzersdorfern)
- Kellergassenfest entlang der Langenzersdorfer Kellergasse

## Kulinarische Spezialitäten
Langenzersdorf ist seit alters her ein bekanntes Zentrum des Weinanbaus. Hierauf weisen auch viele Heurige im Ort.

## Bildung
- zwei Kindergärten
- Volksschule Langenzersdorf
- Neue Mittelschule Langenzersdorf
- Höhere Bundeslehranstalt und Bundesamt für Wein- und Obstbau Klosterneuburg: am Rehgraben befindet sich das Versuchsgut Götzhof der HTL
- Musikschule Langenzersdorf

## Persönlichkeiten
Söhne und Töchter der Gemeinde
- Leopold Chimani (1774–1844), Pädagoge und Jugendschriftsteller, geboren in der Oberen Kirchengasse
- Eugenie Butschek (1874–1962), die Frau von Otto Primavesi
- Julie Sitte (1881–1959), Keramikerin
- Olga Sitte (1884–1919), Keramikerin und Kunsthandwerkerin
- Leopold Barsch (1888–1945), Politiker (CS)
- Wolfgang Motz (* 1963), Politiker (SPÖ)

Personen mit Bezug zur Gemeinde
- Kaspar Schrammel (1811–1895), Komponist, starb in Langenzersdorf
- Anton Hanak (1875–1934), Bildhauer, lebte und arbeitete von 1901 bis 1923 in Langenzersdorf
- Eduard Klablena (1881–1933), Keramiker der Wiener Werkstätte mit Atelier in Langenzersdorf von 1911 bis 1933[10]
- Lina Woiwode (1886–1971), Schauspielerin, Ehefrau von Oskar Sima, in Langenzersdorf begraben[11]
- Max Brand (1896–1980), Komponist (elektronische Musik), lebte von 1975 bis 1980 in der Chimanigasse
- Oskar Sima (1896–1969), Schauspieler, in Langenzersdorf begraben[11]
- Fred Liewehr (1909–1993), Burgschauspieler, verbrachte jahrelang seine Sommerfrische in Langenzersdorf, Vllia Liewehr[12]
- Paul Kont (1920–2000), Komponist, hatte in der Magdalenenhofstraße ein Sommerhaus
- Günther Frank (* 1936), Schauspieler, Moderator, Sänger und Maler, lebt in Langenzersdorf
- Helmut A. Gansterer (* 1946), Journalist und Autor, lebt in Langenzersdorf
- Martina Schettina (* 1961), Malerin mit einem Atelier in Langenzersdorf